# Оленовка (Юрьевский район)
Оленовка (укр. Оленівка) — село,
Александровский сельский совет,
Юрьевский район,
Днепропетровская область,
Украина.
Код КОАТУУ — 1225980207. Население по переписи 2001 года составляло 151 человек .

## Географическое положение
Село Оленовка находится на левом берегу реки Вязовок,
ниже по течению на расстоянии в 2,5 км расположено село Нововязовское,
на противоположном берегу — сёла Александровка и Сергеевка.
Река в этом месте пересыхает, на ней сделано несколько запруд.